# 五笔画输入法
五筆畫輸入法是一種在用於電腦上的中文輸入法。它是基於中文字的筆畫，輸入時只需使用鍵盤上的數字鍵。雖然五筆畫可以用來輸入繁體中文，但實際上多用於簡體中文的書寫。

## 字碼分類
筆劃輸入法中的筆劃類似永字八法中的分類，分為橫、豎、撇、點和折。字碼分類基本上跟現時於手提電話上使用的筆劃輸入法相同。
| 基本筆劃 | 相應數字鍵 | 說明                                 |
| -------- | ---------- | ------------------------------------ |
| 橫（一） | 1          | 提歸為橫。基本運筆方向：由左至右     |
| 豎（丨） | 2          | 豎鉤為豎。基本運筆方向：由上至下     |
| 撇（丿） | 3          | 基本運筆方向：由上至左下             |
| 點（丶） | 4          | 捺歸為點。基本運筆方向：由左上至右下 |
| 折（乙） | 5          | 包含各種帶折的筆劃                   |

## 取碼原則
如果字碼少於五個，最後要加上0。如果字碼多於五個，只打首四碼和尾碼。
| 例字 | 取碼（相應數字鍵）  |
| ---- | ------------------- |
| 用   | 丿乙一一丨（35112） |
| 五   | 一丨乙一（12510）   |
|      | 丶丿丨乙丶（43254） |

## 外部連結
- Wubihua Input Method - Chinese Language Processing and Chinese Computing